# Coppa Italia Primavera 1995-1996
La Coppa Italia Primavera 1995-1996 è la ventiquattresima edizione del torneo riservato alle squadre giovanili iscritte al Campionato Primavera.

## Primo turno
- Andata: 12, 23 e 28 settembre; ritorno: 30 settembre, 5 e 7 ottobre 1995.
- Le vincitrici dei 16 gironi passano agli ottavi di finale.

| and.  | GIRONE A             | rit.  |
| ----- | -------------------- | ----- |
| 3 - 1 | Cremonese - Udinese  | 1 - 2 |
| 2 - 0 | Cremonese - Reggiana | 0 - 2 |
| 2 - 0 | Udinese - Reggiana   | 0 - 0 |

| Class. Girone A | P.ti | G | V | N | P | GF | GS | DR |
| --------------- | ---- | - | - | - | - | -- | -- | -- |
| Udinese         | 7    | 4 | 2 | 1 | 1 | 5  | 4  | +1 |
| Cremonese       | 6    | 4 | 2 | 0 | 2 | 6  | 5  | +1 |
| Reggiana        | 4    | 4 | 1 | 1 | 2 | 2  | 4  | -2 |

| and.  | GIRONE B             | rit.  |
| ----- | -------------------- | ----- |
| 5 - 0 | Juventus - Verona    | 2 - 0 |
| 2 - 1 | Juventus - Pistoiese | 1 - 3 |
| 0 - 3 | Verona - Pistoiese   | 1 - 3 |

| Class. Girone B | P.ti | G | V | N | P | GF | GS | DR  |
| --------------- | ---- | - | - | - | - | -- | -- | --- |
| Juventus        | 9    | 4 | 3 | 0 | 1 | 10 | 4  | +6  |
| Pistoiese       | 9    | 4 | 3 | 0 | 1 | 10 | 4  | +6  |
| Verona          | 0    | 4 | 0 | 0 | 4 | 1  | 13 | -12 |

| and.  | GIRONE C           | rit.  |
| ----- | ------------------ | ----- |
| 6 - 1 | Parma - Vicenza    | 0 - 1 |
| 1 - 1 | Parma - Lucchese   | 1 - 2 |
| 1 - 0 | Vicenza - Lucchese | 0 - 2 |

| Class. Girone C | P.ti | G | V | N | P | GF | GS | DR |
| --------------- | ---- | - | - | - | - | -- | -- | -- |
| Lucchese        | 7    | 4 | 2 | 1 | 1 | 5  | 3  | +2 |
| Vicenza         | 6    | 4 | 2 | 0 | 2 | 3  | 8  | -5 |
| Parma           | 4    | 4 | 1 | 1 | 2 | 8  | 5  | +3 |

| and.  | GIRONE D          | rit.  |
| ----- | ----------------- | ----- |
| 0 - 1 | Como - Piacenza   | 1 - 0 |
| 3 - 0 | Como - Padova     | 2 - 1 |
| 1 - 0 | Piacenza - Padova | 2 - 1 |

| Class. Girone D | P.ti | G | V | N | P | GF | GS | DR |
| --------------- | ---- | - | - | - | - | -- | -- | -- |
| Como            | 9    | 4 | 3 | 0 | 1 | 6  | 2  | +4 |
| Piacenza        | 9    | 4 | 3 | 0 | 1 | 4  | 2  | +2 |
| Padova          | 0    | 4 | 0 | 0 | 4 | 2  | 8  | -6 |

| and.  | GIRONE E             | rit.  |
| ----- | -------------------- | ----- |
| 0 - 0 | Brescia - Cagliari   | 1 - 1 |
| 0 - 0 | Brescia - Sampdoria  | 2 - 1 |
| 2 - 1 | Cagliari - Sampdoria | 3 - 2 |

| Class. Girone E | P.ti | G | V | N | P | GF | GS | DR |
| --------------- | ---- | - | - | - | - | -- | -- | -- |
| Cagliari        | 8    | 4 | 2 | 2 | 0 | 6  | 4  | +2 |
| Brescia         | 6    | 4 | 1 | 3 | 0 | 3  | 2  | +1 |
| Sampdoria       | 1    | 4 | 0 | 1 | 2 | 4  | 7  | -3 |

| and.  | GIRONE F        | rit.  |
| ----- | --------------- | ----- |
| 0 - 0 | Empoli - Torino | 0 - 3 |
| 1 - 0 | Empoli - Chievo | 1 - 1 |
| 4 - 1 | Torino - Chievo | 1 - 1 |

| Class. Girone F | P.ti | G | V | N | P | GF | GS | DR |
| --------------- | ---- | - | - | - | - | -- | -- | -- |
| Torino          | 8    | 4 | 2 | 2 | 0 | 8  | 2  | +6 |
| Empoli          | 5    | 4 | 1 | 2 | 1 | 2  | 4  | -2 |
| Chievo          | 2    | 4 | 0 | 2 | 2 | 3  | 7  | -4 |

| and.  | GIRONE G         | rit.  |
| ----- | ---------------- | ----- |
| 2 - 1 | Bologna - Inter  | 0 - 2 |
| 2 - 0 | Bologna - Ancona | 2 - 0 |
| 1 - 0 | Inter - Ancona   | 3 - 2 |

| Class. Girone G | P.ti | G | V | N | P | GF | GS | DR |
| --------------- | ---- | - | - | - | - | -- | -- | -- |
| Inter           | 9    | 4 | 3 | 0 | 1 | 7  | 4  | +3 |
| Bologna         | 9    | 4 | 3 | 0 | 1 | 6  | 3  | +3 |
| Ancona          | 0    | 4 | 0 | 0 | 4 | 2  | 8  | -6 |

| and.  | GIRONE H           | rit.  |
| ----- | ------------------ | ----- |
| 7 - 1 | Genoa - Saronno    | 1 - 1 |
| 1 - 0 | Genoa - Atalanta   | 0 - 4 |
| 1 - 4 | Saronno - Atalanta | 0 - 8 |

| Class. Girone H | P.ti | G | V | N | P | GF | GS | DR  |
| --------------- | ---- | - | - | - | - | -- | -- | --- |
| Atalanta        | 9    | 4 | 3 | 0 | 1 | 16 | 2  | +14 |
| Genoa           | 7    | 4 | 2 | 1 | 1 | 9  | 6  | +3  |
| Saronno         | 1    | 4 | 0 | 1 | 3 | 3  | 20 | -17 |

| and.  | GIRONE I           | rit.  |
| ----- | ------------------ | ----- |
| 2 - 0 | Milan - Pro Sesto  | 2 - 2 |
| 1 - 3 | Milan - Cesena     | 2 - 2 |
| 0 - 0 | Pro Sesto - Cesena | 0 - 2 |

| Class. Girone I | P.ti | G | V | N | P | GF | GS | DR |
| --------------- | ---- | - | - | - | - | -- | -- | -- |
| Cesena          | 8    | 4 | 2 | 2 | 0 | 7  | 3  | +4 |
| Milan           | 5    | 4 | 1 | 2 | 1 | 7  | 7  | 0  |
| Pro Sesto       | 2    | 4 | 0 | 2 | 2 | 2  | 6  | -4 |

| and.  | GIRONE L             | rit.  |
| ----- | -------------------- | ----- |
| 2 - 0 | Monza - Venezia      | 3 - 1 |
| 1 - 1 | Monza - Fiorentina   | 3 - 4 |
| 1 - 5 | Venezia - Fiorentina | 0 - 4 |

| Class. Girone L | P.ti | G | V | N | P | GF | GS | DR  |
| --------------- | ---- | - | - | - | - | -- | -- | --- |
| Fiorentina      | 10   | 4 | 3 | 1 | 0 | 14 | 5  | +9  |
| Monza           | 7    | 4 | 2 | 1 | 1 | 9  | 6  | +3  |
| Venezia         | 0    | 4 | 0 | 0 | 4 | 2  | 14 | -12 |

| and.  | GIRONE M          | rit.  |
| ----- | ----------------- | ----- |
| 2 - 0 | Perugia - Ascoli  | 0 - 1 |
| 4 - 1 | Perugia - Pescara | 3 - 1 |
| 1 - 1 | Ascoli - Pescara  | 2 - 2 |

| Class. Girone M | P.ti | G | V | N | P | GF | GS | DR |
| --------------- | ---- | - | - | - | - | -- | -- | -- |
| Perugia         | 9    | 4 | 3 | 0 | 1 | 9  | 3  | +6 |
| Ascoli          | 5    | 4 | 1 | 2 | 1 | 4  | 5  | -1 |
| Pescara         | 2    | 4 | 0 | 2 | 2 | 5  | 10 | -5 |

| and.  | GIRONE N          | rit.  |
| ----- | ----------------- | ----- |
| 0 - 0 | Roma - Avellino   | 1 - 2 |
| 3 - 0 | Roma - Foggia     | 1 - 0 |
| 3 - 1 | Avellino - Foggia | 2 - 1 |

| Class. Girone N | P.ti | G | V | N | P | GF | GS | DR |
| --------------- | ---- | - | - | - | - | -- | -- | -- |
| Avellino        | 10   | 4 | 3 | 1 | 0 | 7  | 3  | +4 |
| Roma            | 7    | 4 | 2 | 1 | 1 | 5  | 2  | +3 |
| Foggia          | 0    | 4 | 0 | 0 | 4 | 2  | 9  | -5 |

| and.  | GIRONE O                     | rit.  |
| ----- | ---------------------------- | ----- |
| 2 - 3 | Fidelis Andria - Lazio       | 0 - 2 |
| 2 - 1 | Fidelis Andria - Salernitana | 0 - 2 |
| 3 - 0 | Lazio - Salernitana          | 3 - 0 |

| Class. Girone O | P.ti | G | V | N | P | GF | GS | DR |
| --------------- | ---- | - | - | - | - | -- | -- | -- |
| Lazio           | 12   | 4 | 4 | 0 | 0 | 11 | 2  | +9 |
| Fidelis Andria  | 3    | 4 | 1 | 0 | 3 | 4  | 8  | -4 |
| Salernitana     | 3    | 4 | 1 | 0 | 3 | 3  | 8  | -5 |

| and.  | GIRONE P         | rit.  |
| ----- | ---------------- | ----- |
| 0 - 1 | Ischia - Cosenza | 0 - 4 |
| 0 - 0 | Ischia - Bari    | 0 - 3 |
| 0 - 2 | Cosenza - Bari   | 0 - 2 |

| Class. Girone P | P.ti | G | V | N | P | GF | GS | DR |
| --------------- | ---- | - | - | - | - | -- | -- | -- |
| Bari            | 10   | 4 | 3 | 1 | 0 | 7  | 0  | +7 |
| Cosenza         | 6    | 4 | 2 | 0 | 2 | 5  | 4  | +1 |
| Ischia          | 1    | 4 | 0 | 1 | 3 | 0  | 8  | -8 |

| and.  | GIRONE Q            | rit.  |
| ----- | ------------------- | ----- |
| 1 - 3 | Catanzaro - Napoli  | 1 - 3 |
| 1 - 0 | Reggina - Catanzaro | 2 - 2 |
| 0 - 1 | Napoli - Reggina    | 0 - 1 |

| Class. Girone Q | P.ti | G | V | N | P | GF | GS | DR |
| --------------- | ---- | - | - | - | - | -- | -- | -- |
| Reggina         | 10   | 4 | 3 | 1 | 0 | 5  | 2  | +3 |
| Napoli          | 6    | 4 | 2 | 0 | 2 | 6  | 4  | +2 |
| Catanzaro       | 1    | 4 | 0 | 1 | 3 | 4  | 9  | -5 |

| and.  | GIRONE R              | rit.  |
| ----- | --------------------- | ----- |
| 2 - 0 | Palermo - Atl.Catania | 2 - 2 |
| 3 - 0 | Palermo - Trapani     | 1 - 2 |
| 0 - 1 | Atl.Catania - Trapani | 1 - 2 |

| Class. Girone R  | P.ti | G | V | N | P | GF | GS | DR |
| ---------------- | ---- | - | - | - | - | -- | -- | -- |
| Trapani          | 9    | 4 | 3 | 0 | 1 | 5  | 5  | 0  |
| Palermo          | 7    | 4 | 2 | 1 | 1 | 8  | 4  | +4 |
| Atletico Catania | 1    | 4 | 0 | 1 | 3 | 3  | 7  | -4 |

## Ottavi di finale
| Squadra 1  | Totale    | Squadra 2 | Andata     | Ritorno    |
| ---------- | --------- | --------- | ---------- | ---------- |
|            |           |           | 01.11.1995 | 15.11.1995 |
| Udinese    | 4 - 4 gfc | Juventus  | 1 - 0      | 3 - 4      |
| Lucchese   | 2 - 3     | Como      | 1 - 0      | 1 - 3      |
| Cagliari   | 3 - 4     | Torino    | 2 - 1      | 1 - 3      |
| Atalanta   | 3 - 4     | Inter     | 3 - 1      | 0 - 3      |
| Fiorentina | 3 - 0     | Cesena    | 0 - 0      | 3 - 0      |
| Avellino   | 2 - 1     | Perugia   | 0 - 0      | 2 - 1      |
| Bari       | 5 - 2     | Lazio     | 4 - 2      | 1 - 0      |
| Reggina    | 0 - 1     | Trapani   | 0 - 0      | 0 - 1      |

## Quarti di finale
| Squadra 1 | Totale | Squadra 2  | Andata     | Ritorno    |
| --------- | ------ | ---------- | ---------- | ---------- |
|           |        |            | 06.12.1995 | 20.12.1995 |
| Como      | 5 - 0  | Udinese    | 2 - 0      | 3 - 0      |
| Torino    | 4 - 2  | Inter      | 3 - 1      | 1 - 1      |
| Avellino  | 1 - 2  | Fiorentina | 1 - 1      | 0 - 1      |
| Trapani   | 0 - 2  | Bari       | 0 - 0      | 0 - 2      |

## Semifinali
| Squadra 1  | Totale    | Squadra 2 | Andata     | Ritorno    |
| ---------- | --------- | --------- | ---------- | ---------- |
|            |           |           | 17.01.1996 | 06.03.1996 |
| Como       | 0 - 1     | Torino    | 0 - 1      | 0 - 0      |
| Fiorentina | 1 - 1 gfc | Bari      | 0 - 0      | 1 - 1      |

## Finale
| Squadra 1 | Totale | Squadra 2  | Andata     | Ritorno    |
| --------- | ------ | ---------- | ---------- | ---------- |
|           |        |            | 27.03.1996 | 10.04.1996 |
| Torino    | 1 - 2  | Fiorentina | 0 - 0      | 1 - 2      |

| Arbitro: | Esposito (Trapani) |

| |            | |
| Casciano (70' Vannucci) Andreotti (90' Bruno) Dal Canto Longo Di Donato Mercuri Simo Lo Gatto Neroni Sommese (73' Alessi) Foglia | Formazioni | Zandonà Fiorentini Pagano Zanetti Mirri Binchi Benatti Vigiani (79' Tognozzi) Benin (79' Vendrame) Amoroso Flachi |
| Fantinuoli | Allenatori | Chiarugi |

| Arbitro: | Zenere (Schio) |

| |            | |
| Flachi 22’ (rig.) Vendrame 66’                                                                      | Marcatori  | 81’ (rig.) Bernardi |
| Zandonà Fiorentini Pagano Zanetti Mirri Binchi Vendrame Vigiani Flachi Amoroso (86' Tognozzi) Benin | Formazioni | Casciano Andreotti (72' Agomeri) Bruno (66' Varano) Rindone Di Donato Mercuri Vannucci Bernardi Meroni Alessi Lo Gatto |
| Chiarugi                                                                                            | Allenatori | Fantinuoli |

## Squadra vincitrice
- Alessandro Zandonà
- Nicola Binchi
- Lorenzo Fiorentini
- Luca Vigiani
- Cristiano Zanetti
- Christian Amoroso
- Marco Vendrame
- Michele Pagano
- Roberto Mirri
- Andrea Mussi
- Bertini
- Mirko Benin

Allenatore; Luciano Chiarugi.